# Svatý rok 1350
Svatý rok 1350 (2. řádné univerzální jubileum) byl vyhlášený papežskou bulou z roku 1343 Unigenitus Dei Filii Klementa VI. Papež ji vyhlásil poté, co přijal delegaci zastupující římský lid, která ho žádala o návrat apoštolského stolce do města Říma z tzv. „avignonského zajetí“. Klement VI. navázal na úmysl papeže Bonifáce VIII., který však Svaté roky zamýšlel slavit pouze jednou za sto let. Navzdory pohromě moru a ničivému zemětřesení, které Věčné město postihlo v roce 1349, se do města na oslavy sjelo více než jeden a půl milionu poutníků. Bylo to z velké části díky přímluvě papeže, kterému se podařilo dosáhnout příměří ve válce mezi Francií a Anglií a zajistit tak bezpečnost poutníků na cestě do Říma.

## Příprava
Svatý rok, který se konal v roce 1350, má neméně zajímavou minulost než první Svatý rok, stanovený papežem Bonifácem VIII. Zatímco první, slavený v roce 1300, byl vyhlášen náhle, bez jakýchkoliv příprav, druhý naopak byl určen sedm let předem a na jeho slavení se upínaly různé zájmy.

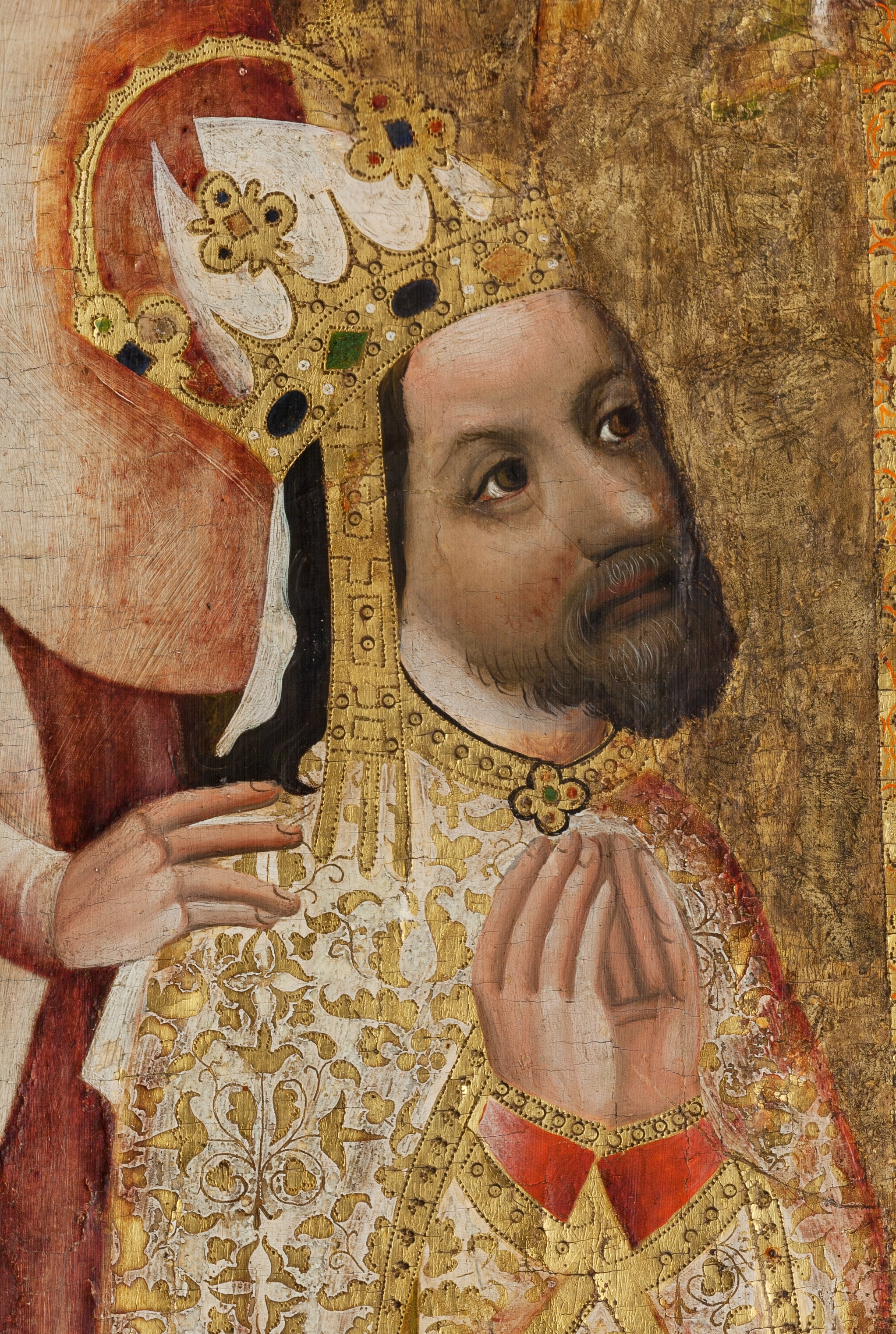
Karel IV., kterého velmi zaujala osobnost opata Petra Rogera

V roce 1342 dosedl na papežský trůn bývalý benediktinský opat Petr Roger a byl korunován v jihofrancouzském Avignonu, kam se po smrti Bonifáce VIII., krátce po slavení prvního jubilejního roku, přeneslo dočasně sídlo papežů. Nový papež si zvolil jméno Klement VI. Byl to muž nevšedních schopností. Sám Karel IV., který se s ním setkal v mládí na dvoře francouzského krále, o něm píše: „Mezi královými rádci byl jeden muž velmi moudrý, Petr, opat fécampský, původem z Limoges, člověk výmluvný a vzdělaný a všelikou ušlechtilostí mravů ozdobený. Ten za prvního roku panování Filipova sloužil slavně mši na Popeleční středu a měl tak poutavé kázání, že byl ode všech chválen ... I zalíbila se mi dovednost a výmluvnost onoho opata v tom kázání tak, že poslouchaje ho a dívaje se na něho, měl jsem ve zbožnosti takové vytržení, že jsem u sebe počal uvažovat, říkaje si: Co je to, že taková milost se ve mne vlévá z tohoto člověka? Potom jsem se s ním seznámil a on mne zahrnoval velikou láskou a otcovskou přízní a poučoval mne častokrát z Písma svatého.“
Když Karel IV. navštívil spolu se svým otcem Janem Lucemburským v únoru 1340 Avignon, setkal se tam také znovu se svým přítelem, tehdy už kardinálem; v autobiografii Vita Caroli na to vzpomíná: „I řekl mi jednou, když jsem byl u něho v jeho domě: »Ty budeš jednou králem římským.« Odpověděl jsem mu: »Budeš ještě dříve papežem.« A obojí se potom stalo.“

## PrůběhSvatého roku
Při všech svých ctnostech však Klement VI. nadmíru miloval Francii a její krále a více než učeností a výmluvností, jak vhodně poznamenává Alberti, si připoutával lidská srdce neobyčejnou laskavostí a velkomyslnou, až marnotratnou štědrostí. Říkával prý, že od papeže nesmí nikdo odejít neuspokojen a že je papežem, aby činil lidi šťastnými. Byl to on, který vyhověl tolika žádostem tehdejšího moravského markrabího, pozdějšího Karla IV., povýšil pražské biskupství na arcibiskupství a potvrdil Karlovu volbu za římského krále. Římané si byli vědomi těchto vlastností nového papeže a chtěli jich také využít pro sebe. Brzy po Klementově volbě se objevilo v Avignonu osmnáctičlenné římské poselstvo vedené Štěpánem Colonnou, Františkem de Vico a Lellem de Cosecchi. Žádali jménem svých spoluobčanů návrat papežův do Říma a vyhlášení Svatého roku na rok 1350. Domnívali se totiž, že Svatý rok uspíší jeho návrat, neboť podobná událost byla bez papeže v Římě nemyslitelná.

### Papežská bula
Papež vyhověl, a tak vznikla bula, vyhlašující Svatý rok, s datem 27. ledna 1343. V jejím úvodu, pojednávajícím o odpustcích, v němž se hovoří o teologickém podkladu jubilejního roku, jako by se zrcadlila štědrá povaha papežova:
„Aby se nestal ani zbytečným, ani marným, ani přebytečným tak přehojný skutek milosrdenství – totiž Kristovo vtělení, život, utrpení, smrt a zmrtvýchvstání – vytvořil milující nebeský Otec bojující církvi poklad, chtěl svým dítkám získat nesmírné bohatství, aby lidé měli nekonečně hojný blahodárný pramen a aby ti, kdo by z něho čerpali, stali se účastnými Božího přátelství. A tento poklad nezabalil do nějakého šátku, ani ho neskryl na poli, ale svěřil ho svatému Petru, klíčníkovi nebes, a jeho nástupcům, svým zástupcům na zemi, aby z něho rozdíleli věřícím k jejich spáse, a to za přesně stanovených podmínek, k úplnému, nebo částečnému odpuštění trestu povinného za hříchy spáchané v čase; budou z něho rozdělovat všem lidem nebo některým zvlášť, jak se budou domnívat, že je to k Boží slávě; těm, kdo svých poklesků budou vpravdě litovat a se vyzpovídají, budou milosrdně z onoho pokladu udílet.“
Dále papež zdůvodňuje zkrácení údobí mezi dvěma milostivými roky ze sta let, jak to stanovil Bonifác VIII. v roce 1300, na 50 let, odvolávaje se na starozákonní tzv. jubilejní rok, který byl rokem odpuštění mezi izraelským lidem a připadal na každý padesátý rok, a také dodává, že tak činí i proto, aby více křesťanů mohlo získat jubilejní odpuštění, neboť jen málo z nich se dožije pro krátkost lidského života přelomu staletí. K dvěma bazilikám, totiž sv. Petra a sv. Pavla (Basilica di San Paolo fuori le mura), jež měli poutníci navštívit, přidal i třetí – Lateránskou (Basilica di San Giovanni in Laterano), katedrálu římské diecéze, při níž sídlili obvykle papežové v Římě. Povinná návštěva baziliky Panny Marie Sněžné (Santa Maria Maggiore) byla do seznamu přidána až o Svatém roce 1390. Podmínka návštěv čtyř patriarchálních bazilik pro získání plnomocných odpustků platí i ve 21. století.
Bula Klementa VI. se tedy poprvé výslovně zmiňuje o židovském jubilejním roce. Ten začínal na svátek Jom kipur každý padesátý rok hlaholem trub nazývaných yobel (hebrejsky יוֹבֵל‎). Odtud vznikl výraz jubileum – znamenající v židovském národě osvobození všech otroků, povinné vrácení půdy získané koupí během minulého padesátiletí, aby se zchudlým dávala možnost nové existence, a stejně tak i dlužníci pozbyli svých dluhů. Krátce, jubilejní rok byl rokem odpuštění hmotného, kterým se mělo obnovit spravedlivější rozdělení hmotných statků. Byl předobrazem osvobození spravedlivého v mesiášské době ve smyslu duchovním. Toto duchovní osvobození od hříchu a smíření s Bohem a lidmi zdůrazňuje papežská bula poukazující na to, že v Novém zákoně se plní předobrazy Starého. Když se blížila doba Svatého roku, tři události ovlivnily jeho průběh: v roce 1348 zachvátila Evropu epidemie hlízového moru. Neušetřila žádné krajiny a černá smrt skosila neúprosně statisíce obětí.

### Situace v Římě
Jako by na tom nebylo dosti, 9. a 10. září téhož roku postihlo Řím největší historicky známé zemětřesení. Zmiňuje se o něm ve své kronice i kanovník František Pražský: „V předešlém roce ... bylo v Římě částečné zatmění slunce ... a tehdy nastalo zemětřesení tak silné, že se sesuly některé kostely a domy v řečeném městě, jehož vyděšení obyvatelé, jako by nastával konec světa, utekli s velkým nářkem a kvílením z města a strávili několik dní na vinicích a na polích.“

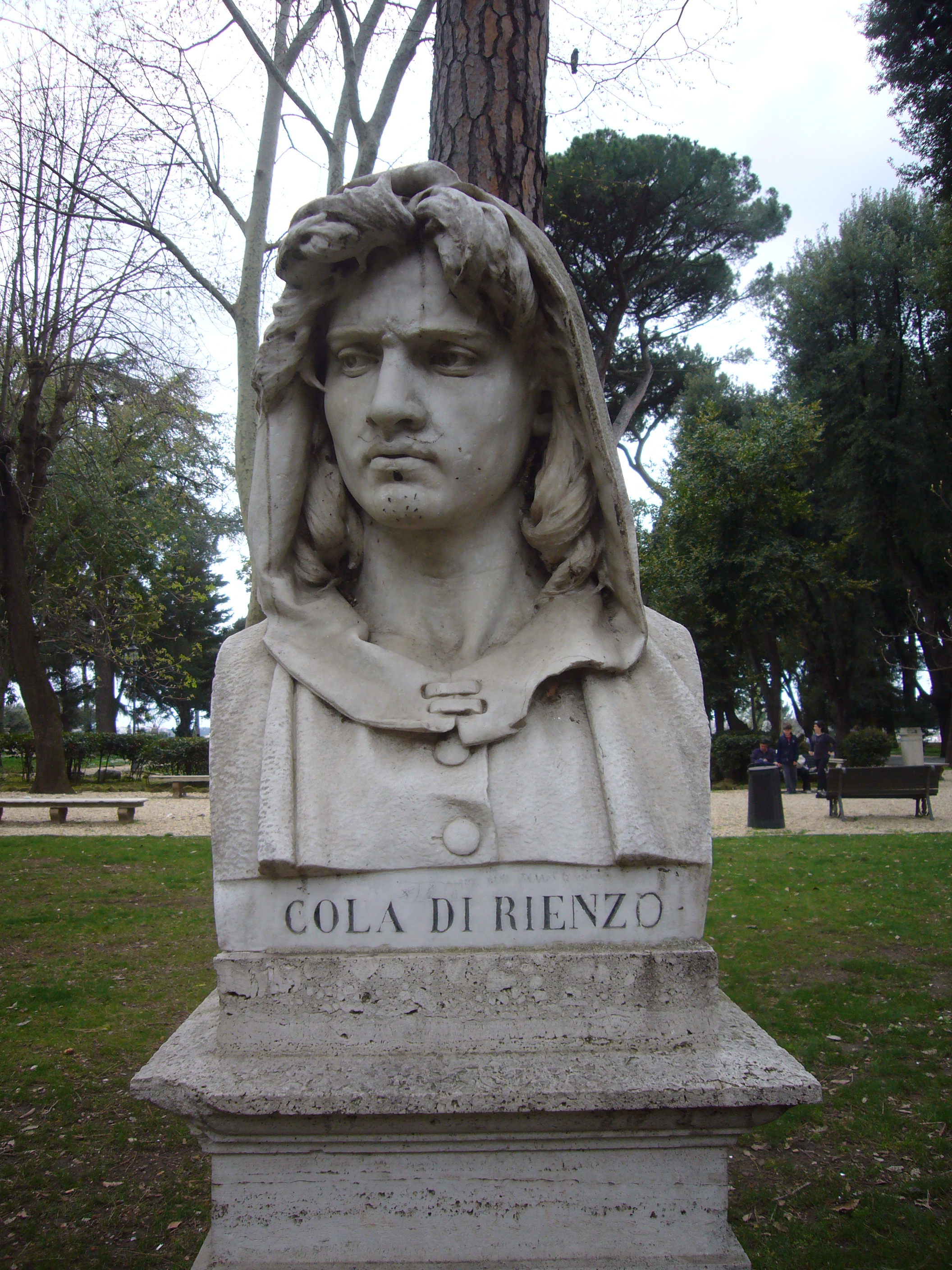
Busta Cola di Rienza v severní oblasti Říma nazývané Pincio

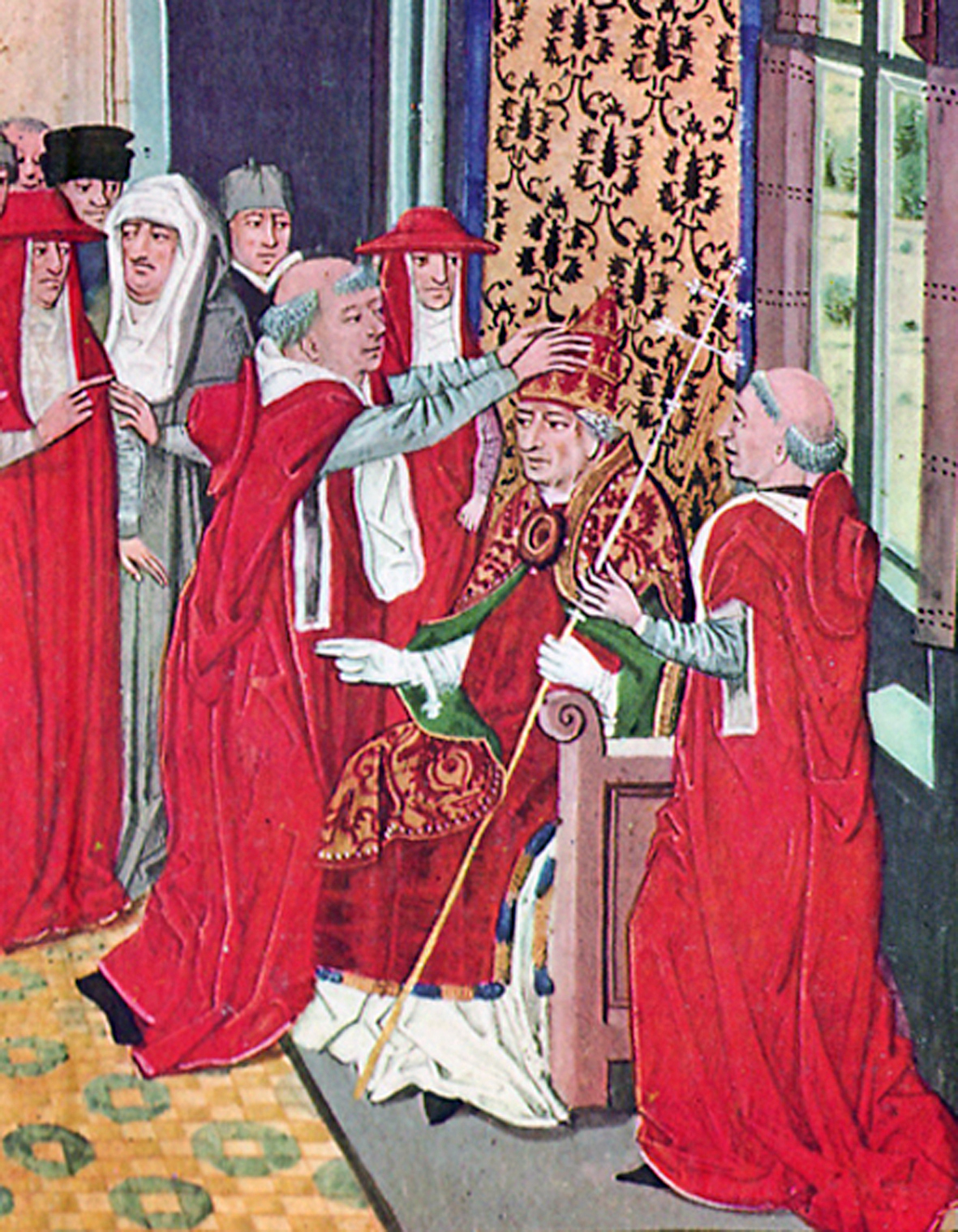
Korunovace Řehoře XI. Guidem z Bologne; miniatura z Froissartovy kroniky (15. století)

Mimo jiné byla těžce poškozena jubilejní bazilika sv. Pavla, spadla střecha i z Lateránské baziliky a zhroutila se bazilika Dvanácti apoštolů. Ke všemu Řím ovládal fanatický, tehdy proticírkevně naladěný samozvaný tribun lidu Cola di Rienzo. Teprve po jeho pádu bylo možno 18. srpna 1349, tedy čtyři měsíce před zahájením Svatého roku, zveřejnit bulu z roku 1343 spolu s bulou vyhlašující Svatý rok. Papeže však Římané marně čekali. Byl příliš zvyklý na pohodlný Avignon, odkud také mohl lépe zasahovat do událostí středoevropských, a nadto mu jeho okolí hnusilo Itálii, kterou on sám nikdy nespatřil, jako peleš lotrů a vrahů. Tak Klementa VI. nepřilákaly do Říma ani jubileum, ani hroby apoštolů a vyslal tam za sebe dva kardinály legáty: Anibalda z Ceccana a Guida z Bologne. Na oba zapůsobil otřesně pohled na město plné sutin po zemětřeseních a občanských potyčkách, kostely bez střech a bez kněží, vymřelé kláštery, neukázněný lid. Pouze přítomnost papeže mohla město uvést do pořádku. Kardinál Guido byl tak znechucen, že za několik měsíců Řím opustil. Zdá se, že v roku 1350 byla poprvé otevřena jakási „Svatá brána“ v Lateránské bazilice, která se tehdy, jak bylo shora řečeno, stala třetí jubilejní bazilikou. I když tento Svatý rok nebyl tak grandiózní jako předchozí, přece odpovídal duchovním požadavkům doby.

### Mor
Kronika Františka Pražského o něm píše: „Léta Páně 1350 epidemie čili mor v mnoha zemích poničil lidské pokolení, ale objevil se i v Čechách. Proto mnozí ve snaze před ním utéci vydali se na cestu do Říma, ale přece mu neunikli. Proto i na ně platí verš: „Narazí na Skyllu, chtěje se Charybdě vyhnout.“

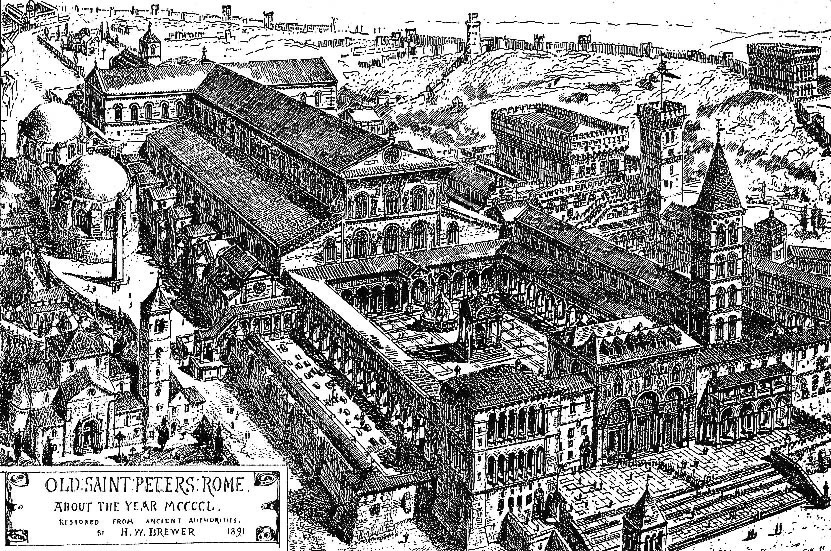
Předpokládaná podoba původní Konstantinovy baziliky sv. Petra
(H. W. Brewer, 1891)

Pro ně však bylo bezpečnější a lepší zemřít na pouti než zůstat doma v nebezpečí. A poněvadž to byl rok milosti a jubilejní, mnozí, kteří mířili do Říma, aby získali odpustky a milosti, zemřeli, někteří v Římě, jiní při návratu, jiní než tam došli. Tak z nich pomřela čtvrtina, nebo třetina, nebo i polovina. Někdy pomřeli všichni, kteří cestovali ve skupině. Proto byl značně rozšířen hřbitov přiléhající ke kostelu svatého Petra, nazývaný Svatým polem, poněvadž nemohl pojmout těla zemřelých poutníků. Pro velké množství příchozích, scházejících se z celého světa, byla tam velká drahota a nedostatek živobytí, takže i mnozí Římané pili místo vína šťávu a jak duchovní, tak i římský lid vyzískali sice na časných věcech, na přirozených však došli úhony, neboť ovzduší plné nákazy a zkažené špinavostí poutníků nakazilo mnohé Římany, a tak odešli z tohoto života ne přirozenou, ale násilnou smrtí.“

### Zásobování
Zásobovací situace tentokrát ponechaná v rukou Římanů nebyla tedy růžová. Kronikář Matouš Villani v Nuova Cronica poznamenává, že zakázali dovoz cizího vína i obilí, aby zvýšili ceny svého, a Buccio z Ranalla dodává: „Bylo drahé telecí a solené vepřové maso. I ryby byly drahé. Slibovali lůžko třem nebo čtyřem osobám, ale když člověk lehl, spal s šesti nebo osmi. Mimo peněz poutníci přinášeli i vosk, tehdy velmi drahý.“

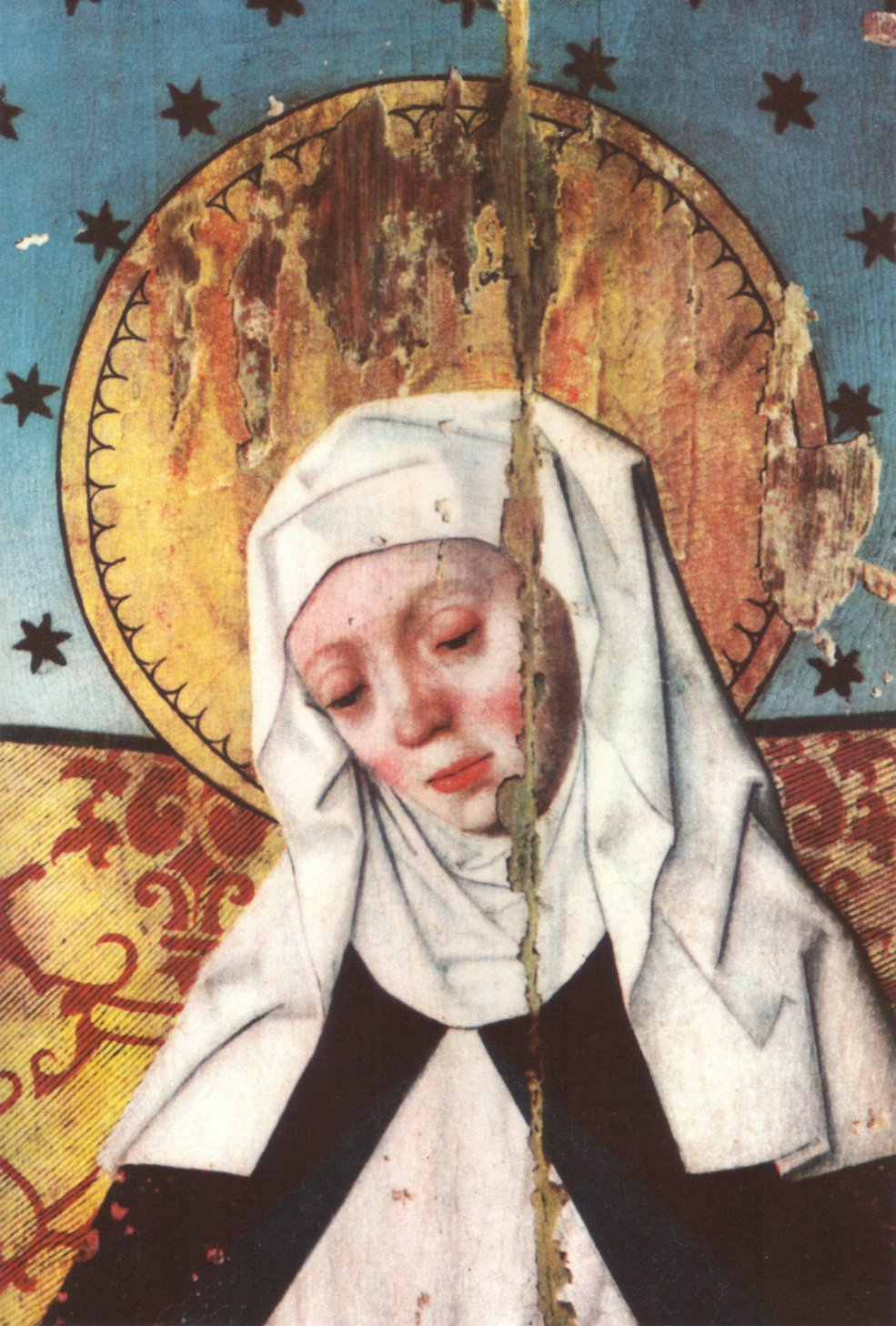
Sv. Brigita Švédská, která volala po návratu papeže do Říma

### Nešvary kléru
Ani duchovenstvo si nechtělo dát ujít tuto příležitost a nahradit si, oč je zemětřesení připravilo. Mince vrhané k hrobům apoštolů a ofěry si kanovníci svatopetrští nechávali pro sebe, místo aby z nich opravovali poškozenou baziliku. Když je chtěl Giovanni Castellani donutit, aby navrátili, co uzmuli pro sebe, napadli ho v jeho domě, takže musel utéci z města. Podobné trampoty prožíval i kardinál Anibaldo z Ceccana: když dal uvěznit zpovědníky, kteří vymáhali za rozhřešení peníze od poutníků, střelil po něm kdosi na ulici šípem, který pronikl jeho kardinálským kloboukem. Od té doby nosil kardinál na veřejnosti pod svým rouchem brnění a místo klobouku přilbu.
Nepřítomnost papežova se pociťovala všude a bylo to jediné jubileum v dějinách, jehož se papež nezúčastnil. Nadarmo na něho volala z Říma na pokyn Kristův vizionářka svatá Brigita Švédská, která si s dětmi tehdy vykonala pouť: „Přijď do Itálie a hlásej tam Slovo a rok spásy a Boží lásky!“ K volání návratu papeže do Říma volal i básník Francesco Petrarca. Ačkoliv se sám papež z Avignonu do Říma nevrátil, delegoval svého zástupce kardinála Gaetani Ceccana, aby jej v Římě zastupoval.

## Hodnocení
I když druhý Svatý rok zdaleka nebyl provázen nadšením roku 1300, ale spíše se nad ním vznášel úděs z morové rány, který pohnul mnoho poutníků vydat se do Říma, přece jen přinesl většině z nich onen mír duše, který si všichni tak vroucně přáli.